# Rohrer Höhe
Die Rohrer Höhe ist ein Wohngebiet im hochgelegenen Südwesten der baden-württembergischen Landeshauptstadt Stuttgart und Teil des Verwaltungsbezirks Stuttgart-Vaihingen. Sie ist die höchstgelegene Siedlung von Stuttgart.

## Geographie
Die Rohrer Höhe ist Teil des Naturraums (Haupteinheit 106) des Schwäbischen Keuper-Lias-Landes im Südwestdeutschen Schichtstufenland. Seit Anfang der 1980er Jahre wird sie als Wohngebiet erschlossen.

## Sehenswürdigkeiten

### Thingplatz
Der Blick vom Thingplatz über das tiefer gelegene Stuttgart-Vaihingen mit Sicht auf den Stuttgarter Fernsehturm gilt als Anziehungspunkt für Touristen. Bei guten Sichtverhältnissen kann man von anderer Stelle aus auf die Schwäbische Alb blicken.

### Hutteneiche
Die Hutteneiche steht auf der Rohrer Höhe im Vaihinger Wald.